# Futebol nos Jogos Olímpicos de Verão de 2024 - Masculino
O torneio masculino de futebol nos Jogos Olímpicos de Verão de 2024 ocorreu entre 24 de julho e 9 de agosto. Foi a vigésima oitava edição do futebol nos Jogos Olímpicos e as partidas foram realizadas em sete cidades da França.
Atuais bicampeões olímpicos, o Brasil não conseguiu se qualificar para esta edição, fato que não acontecia desde 2004, ao ficar na terceira colocação do Torneio Pré-Olímpico Sul-Americano.
Entre os retornos nessa edição estão o Paraguai (ausente desde 2004), dos Estados Unidos (ausentes desde 2008), do Guiné (ausente desde 1968), Marrocos (ausente desde 2012), Israel (ausente desde 1976), Iraque (ausente desde 2016) e Mali (ausente desde 2004). Estreiam nessa edição a República Dominicana, Ucrânia e Uzbequistão.
A Espanha conquistou a sua segunda medalha de ouro, quebrando um jejum de 32 anos sem conquistar o título olímpico além de ter sido até aquele momento a última seleção europeia a levar a medalha de ouro. Sua adversária na final, a França, voltava a disputar uma partida decisiva na competição após 40 anos. As seleções empataram o jogo no tempo normal por 3–3, mas os espanhóis prevaleceram na prorrogação e fecharam o jogo em 5–3. O Marrocos ficou com a medalha de bronze, a primeira do país no torneio, após vencer os também africanos do Egito por 6–0 na disputa do terceiro lugar.

## Medalhistas
|  | ESP Espanha |  | FRA França |  | MAR Marrocos |
|  | Arnau Tenas Marc Pubill Juan Miranda Eric García Pau Cubarsí Pablo Barrios Diego López Beñat Turrientes Abel Ruiz Álex Baena Fermín López Jon Pacheco Joan García Aimar Oroz Miguel Gutiérrez Adrián Bernabé Sergio Gómez Samu Omorodion Cristhian Mosquera Juanlu Sánchez Sergio Camello Alejandro Iturbe |  | Obed Nkambadio Castello Lukeba Adrien Truffert Loïc Badé Kiliann Sildillia Manu Koné Michael Olise Maghnes Akliouche Arnaud Kalimuendo Alexandre Lacazette Désiré Doué Enzo Millot Joris Chotard Jean-Philippe Mateta Bradley Locko Guillaume Restes Soungoutou Magassa Rayan Cherki Chrislain Matsima Andy Diouf Johann Lepenant |  | Munir Mohamedi Achraf Hakimi Akram Nakach Mehdi Boukamir Adil Tahif Benjamin Bouchouari Eliesse Ben Seghir Bilal El Khannous Soufiane Rahimi Ilias Akhomach Zakaria El Ouahdi Rachid Ghanimi Yassine Kechta Oussama Targhalline El Mehdi Maouhoub Abde Ezzalzouli Oussama El Azzouzi Amir Richardson Haytam Manaout |

## Calendário
| G | Fase de grupos | QF | Quartas de final | SF | Semifinais | B | Disputa pelo bronze | F | Final |

| DataEvento | Qua 24 jul | Qui 25 jul | Sex 26 jul | Sáb 27 jul | Dom 28 jul | Seg 29 jul | Ter 30 jul | Qua 31 jul | Qui 1 ago | Sex 2 ago | Sáb 3 ago | Dom 4 ago | Seg 5 ago | Ter 6 ago | Qua 7 ago | Qui 8 ago | Sex 9 ago | Sáb 10 ago |
| ---------- | ---------- | ---------- | ---------- | ---------- | ---------- | ---------- | ---------- | ---------- | --------- | --------- | --------- | --------- | --------- | --------- | --------- | --------- | --------- | ---------- |
| Masculino  | G          |            |            | G          |            |            | G          |            |           | QF        |           |           | SF        |           |           | B         | F         |            |

## Qualificação
| Método                                    | Datas                                   | Local             | Vagas | Classificados                       |
| ----------------------------------------- | --------------------------------------- | ----------------- | ----- | ----------------------------------- |
| País sede                                 | —                                       | —                 | 1     | França                              |
| Campeonato da CONCACAF Sub-20 de 2022     | 18 de junho – 3 de julho de 2022        | Honduras          | 2     | República Dominicana Estados Unidos |
| Campeonato Europeu Sub-21 de 2023         | 21 de junho – 8 de julho de 2023        | Geórgia · Roménia | 3     | Espanha Israel Ucrânia              |
| Copa Africana de Nações Sub-23 de 2023    | 24 de junho – 8 de julho de 2023        | Marrocos          | 3     | Marrocos Egito Mali                 |
| Pré-Olímpico da OFC de 2023               | 27 de agosto – 9 de setembro de 2023    | Nova Zelândia     | 1     | Nova Zelândia                       |
| Pré-Olímpico Sul-Americano Sub-23 de 2024 | 20 de janeiro – 11 de fevereiro de 2024 | Venezuela         | 2     | Paraguai Argentina                  |
| Copa da Ásia Sub-23 de 2024               | 15 de abril – 3 de maio de 2024         | Catar             | 3     | Japão Uzbequistão Iraque            |
| Play-off da AFC–CAF                       | 9 de maio de 2024                       | França            | 1     | Guiné                               |
| Total                                     |                                         |                   | 16    |                                     |

## Sedes
Ao todo, sete estádios receberam os torneios de futebol.
- Stade de Bordeaux, Bordeaux
- Stade de Lyon, Décines-Charpieu
- Stade de Marseille, Marselha
- Stade de la Beaujoire, Nantes
- Stade de Nice, Nice
- Parc des Princes, Paris
- Stade Geoffroy-Guichard, Saint-Étienne

## Formato
As 16 equipes participantes foram divididas em quatro grupos de quatro equipes. Os dois primeiros colocados de cada um avançam para as quartas de final, onde foi seguido o sistema eliminatório até a definição das medalhas.

## Sorteio
O sorteio foi realizado em 20 de março de 2024 no edifício Pulse, em Saint-Denis.
| Pote 1 | Pote 2                                          | Pote 3                                  | Pote 4                                                         |
| --- | ----------------------------------------------- | --------------------------------------- | -------------------------------------------------------------- |
| - França (cabeça de chave, A) - AFC 1 (cabeça de chave) - AFC 2 (cabeça de chave) - Argentina (cabeça de chave) | - Espanha - Nova Zelândia - Paraguai - Marrocos | - Estados Unidos - Egito - AFC 3 - Mali | - República Dominicana - Israel - Ucrânia - Repescagem AFC–OFC |

## Arbitragem
Esta é a lista de árbitros e assistentes que atuaram no torneio:
| Confederação | Árbitros                       | Assistentes                                        | Árbitros de vídeo |
| ------------ | ------------------------------ | -------------------------------------------------- | --- |
| AFC          | UAE Adel Al-Naqbi              | UAE Ahmed Al-Rashadi UAE Sabet Obaid Suroor Al-Ali | QAT Khamis Al-Marri AUS Kate Jacewicz THA Sivakorn Pu-udom                                                                                              |
| AFC          | UZB Ilgiz Tantashev            | UZB Andrey Tsapenko UZB Timur Gaynullin            | QAT Khamis Al-Marri AUS Kate Jacewicz THA Sivakorn Pu-udom                                                                                              |
| CAF          | MTN Dahane Beida               | CMR Elvis Noupue DJI Liban Abdoulrazack Ahmed      | EGY Mahmoud Ashour ALG Lahlou Benbraham |
| CAF          | SUD Mahmood Ali Ismail         | ANG Jerson dos Santos KEN Stephen Yiembe           | EGY Mahmoud Ashour ALG Lahlou Benbraham |
| CONCACAF     | CAN Drew Fischer               | CAN Micheal Barwegen CAN Lyes Arfa                 | NCA Tatiana Guzmán JAM Daneon Parchment MEX Guillermo Pacheco                                                                                           |
| CONCACAF     | HON Saíd Martínez              | HON Walter López HON Christian Ramírez             | NCA Tatiana Guzmán JAM Daneon Parchment MEX Guillermo Pacheco                                                                                           |
| CONMEBOL     | BRA Ramon Abatti               | BRA Rafael Alves BRA Guilherme Camilo              | CHI Rodrigo Carvajal URU Leodán González BRA Daiane Muniz ARG Héctor Paletta                                                                            |
| CONMEBOL     | ARG Yael Falcón                | ARG Maximiliano Del Yesso ARG Facundo Rodríguez    | CHI Rodrigo Carvajal URU Leodán González BRA Daiane Muniz ARG Héctor Paletta                                                                            |
| OFC          | NZL Campbell-Kirk Kawana-Waugh | NZL Isaac Trevis SOL Bernard Mutukera              | |
| UEFA         | NOR Espen Eskås                | NOR Jan Erik Engan NOR Isaak Bashevkin             | CRO Ivan Bebek FRA Jérôme Brisard GBR David Coote ESP Carlos del Cerro Grande NED Rob Dieperink ROU Ovidiu Hațegan HUN Katalin Kulcsár ITA Paolo Valeri |
| UEFA         | FRA François Letexier          | FRA Cyril Mugnier FRA Mehdi Rahmouni               | CRO Ivan Bebek FRA Jérôme Brisard GBR David Coote ESP Carlos del Cerro Grande NED Rob Dieperink ROU Ovidiu Hațegan HUN Katalin Kulcsár ITA Paolo Valeri |
| UEFA         | SWE Glenn Nyberg               | SWE Mahbod Beigi SWE Andreas Söderkvist            | CRO Ivan Bebek FRA Jérôme Brisard GBR David Coote ESP Carlos del Cerro Grande NED Rob Dieperink ROU Ovidiu Hațegan HUN Katalin Kulcsár ITA Paolo Valeri |

## Convocações
O torneio masculino nos Jogos Olímpicos conta com restrições de idade: os jogadores devem ter nascido em ou após 1 de janeiro de 2001, com três jogadores maiores de idade permitidos para cada equipe. Cada equipe deveria enviar um elenco de 18 jogadores, sendo dois deles goleiros, além de quatro reservas que poderiam substituir qualquer jogador do elenco em caso de lesão durante o torneio.

## Fase de grupos
As seleções participantes foram divididos em quatro grupos de quatro equipes cada, denominados grupos A, B, C e D. As equipes de cada grupo jogam entre si dentro dos grupos, com as duas melhores avançando para às quartas de final.

### Critérios de desempate
A classificação das equipes na fase de grupos é determinada da seguinte forma:
1. Pontos obtidos em todas as partidas do grupo (três pontos por vitória, um por empate, nenhum por derrota);
2. Saldo de gols em todas as partidas do grupo;
3. Número de gols marcados em todas as partidas do grupo;
4. Pontos obtidos nas partidas disputadas entre as equipes em questão;
5. Saldo de gols nas partidas disputadas entre as equipes em questão;
6. Número de gols marcados nas partidas disputadas entre as equipes em questão;
7. Pontos de fair play em todas as partidas do grupo (apenas uma dedução pode ser aplicada a um jogador em uma única partida):   - Cartão amarelo: −1 ponto;
  - Cartão vermelho indireto (segundo cartão amarelo): −3 pontos;
  - Cartão vermelho direto: −4 pontos;
  - Cartão amarelo e cartão vermelho direto: −5 pontos;
8. Sorteio.

Todas as partidas seguem o fuso horário local (UTC+2).

### Grupo A
| Pos | Equipe         | Pts | J | V | E | D | GP | GC | SG | Classificado     |
| --- | -------------- | --- | - | - | - | - | -- | -- | -- | ---------------- |
| 1   | França         | 9   | 3 | 3 | 0 | 0 | 7  | 0  | +7 | Quartas de final |
| 2   | Estados Unidos | 6   | 3 | 2 | 0 | 1 | 7  | 4  | +3 | Quartas de final |
| 3   | Nova Zelândia  | 3   | 3 | 1 | 0 | 2 | 3  | 8  | −5 |                  |
| 4   | Guiné          | 0   | 3 | 0 | 0 | 3 | 1  | 6  | −5 |                  |

| 24 de julho | Guiné       | 1 – 2     | Nova Zelândia           | Stade de Nice, Nice                       |
| 17:00       | Diawara 72' | Relatório | Garbett 25' · Waine 76' | Público: 4 909 Árbitro: UAE Adel Al-Naqbi |

| 24 de julho | França                               | 3 – 0     | Estados Unidos | Stade de Marseille, Marselha             |
| 21:00       | Lacazette 61' · Olise 69' · Badé 85' | Relatório |                | Público: 48 721 Árbitro: ARG Yael Falcón |

| 27 de julho | Nova Zelândia | 1 – 4     | Estados Unidos                                                   | Stade de Marseille, Marselha             |
| 19:00       | Randall 78'   | Relatório | Mihailovic 10' (pen.) · Zimmerman 12' · Busio 30' · Aaronson 58' | Público: 9 468 Árbitro: SWE Glenn Nyberg |

| 27 de julho | França        | 1 – 0     | Guiné | Stade de Nice, Nice                          |
| 21:00       | Sildillia 75' | Relatório |       | Público: 25 965 Árbitro: UZB Ilgiz Tantashev |

| 30 de julho | Nova Zelândia | 0 – 3     | França                                 | Stade de Marseille, Marselha              |
| 19:00       |               | Relatório | Mateta 19' · Doué 71' · Kalimuendo 74' | Público: 45 790 Árbitro: MEX Katia García |

| 30 de julho | Estados Unidos                    | 3 – 0     | Guiné | Stade Geoffroy-Guichard, Saint-Étienne    |
| 19:00       | Mihailovic 14' · Paredes 31', 75' | Relatório |       | Público: 6 245 Árbitro: SWE Tess Olofsson |

### Grupo B

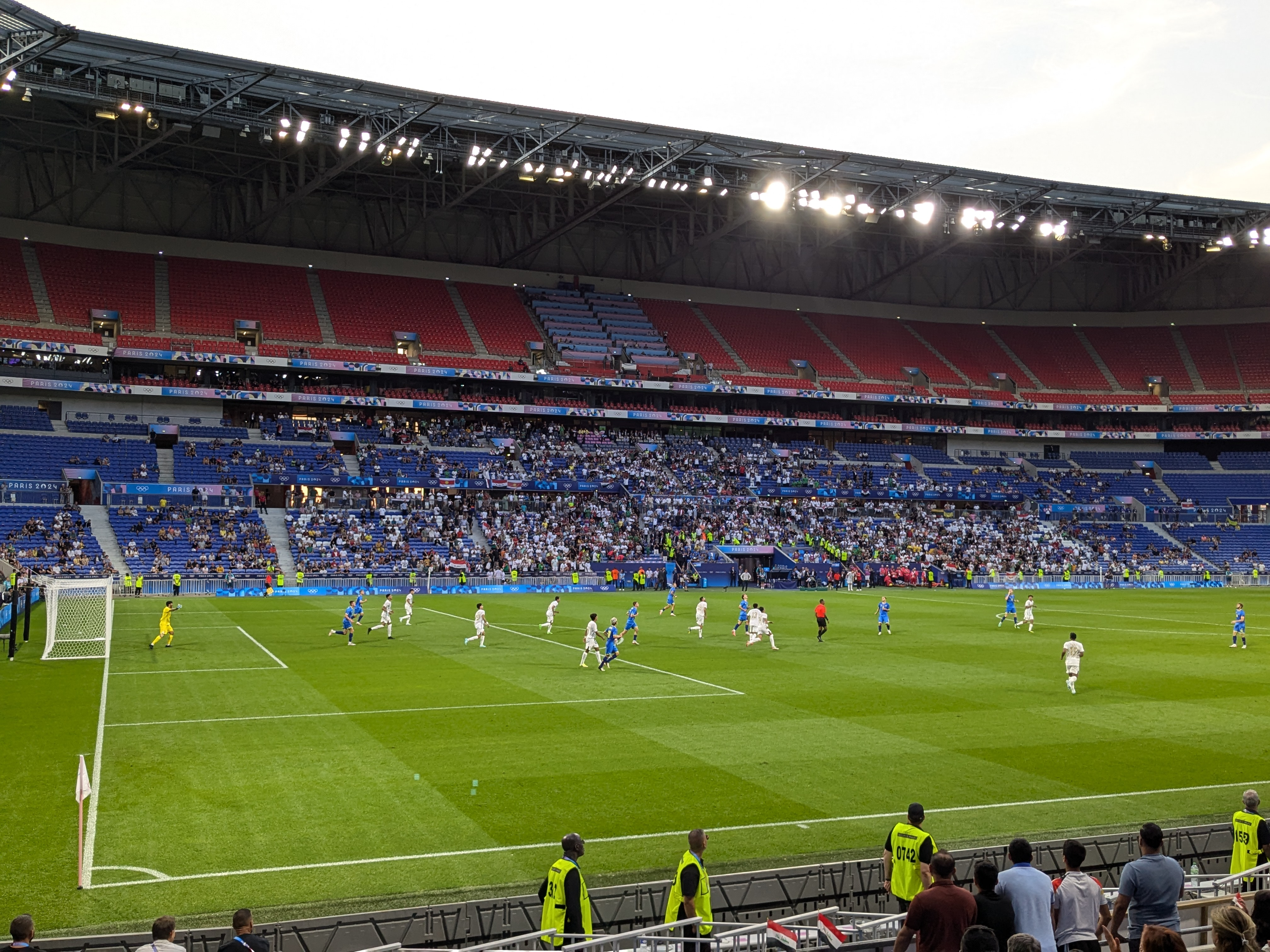
Iraque–Ucrânia em Décines-Charpieu

| Pos | Equipe    | Pts | J | V | E | D | GP | GC | SG | Classificado     |
| --- | --------- | --- | - | - | - | - | -- | -- | -- | ---------------- |
| 1   | Marrocos  | 6   | 3 | 2 | 0 | 1 | 6  | 3  | +3 | Quartas de final |
| 2   | Argentina | 6   | 3 | 2 | 0 | 1 | 6  | 3  | +3 | Quartas de final |
| 3   | Ucrânia   | 3   | 3 | 1 | 0 | 2 | 3  | 5  | −2 |                  |
| 4   | Iraque    | 3   | 3 | 1 | 0 | 2 | 3  | 7  | −4 |                  |

1. 1 2  Resultado do confronto direto: Argentina 1–2 Marrocos.

| 24 de julho | Argentina   | 1 – 2     | Marrocos                 | Stade Geoffroy-Guichard, Saint-Étienne    |
| 15:00       | Simeone 68' | Relatório | Rahimi 45+2', 51' (pen.) | Público: 26 717 Árbitro: SWE Glenn Nyberg |

| 24 de julho | Iraque                         | 2 – 1     | Ucrânia         | Stade de Lyon, Décines-Charpieu                 |
| 19:00       | Hussein 57' (pen.) · Jasim 75' | Relatório | Rubchynskyi 53' | Público: 10 637 Árbitro: SUD Mahmood Ali Ismail |

| 27 de julho | Argentina                               | 3 – 1     | Iraque        | Stade de Lyon, Décines-Charpieu          |
| 15:00       | Almada 14' · Gondou 62' · Fernández 85' | Relatório | Hussein 45+5' | Público: 30 008 Árbitro: NOR Espen Eskås |

| 27 de julho | Ucrânia                       | 2 – 1     | Marrocos          | Stade Geoffroy-Guichard, Saint-Étienne     |
| 17:00       | Kryskiv 22' · Krasnopir 90+8' | Relatório | Rahimi 64' (pen.) | Público: 28 655 Árbitro: HON Saíd Martínez |

| 30 de julho | Marrocos                                     | 3 – 0     | Iraque | Stade de Nice, Nice                       |
| 17:00       | Richardson 19' · Rahimi 28' · Ezzalzouli 36' | Relatório |        | Público: 19 300 Árbitro: BRA Ramon Abatti |

| 30 de julho | Ucrânia | 0 – 2     | Argentina                    | Stade de Lyon, Décines-Charpieu           |
| 17:00       |         | Relatório | Almada 47' · Echeverri 90+1' | Público: 10 017 Árbitro: MRT Dahane Beida |

### Grupo C

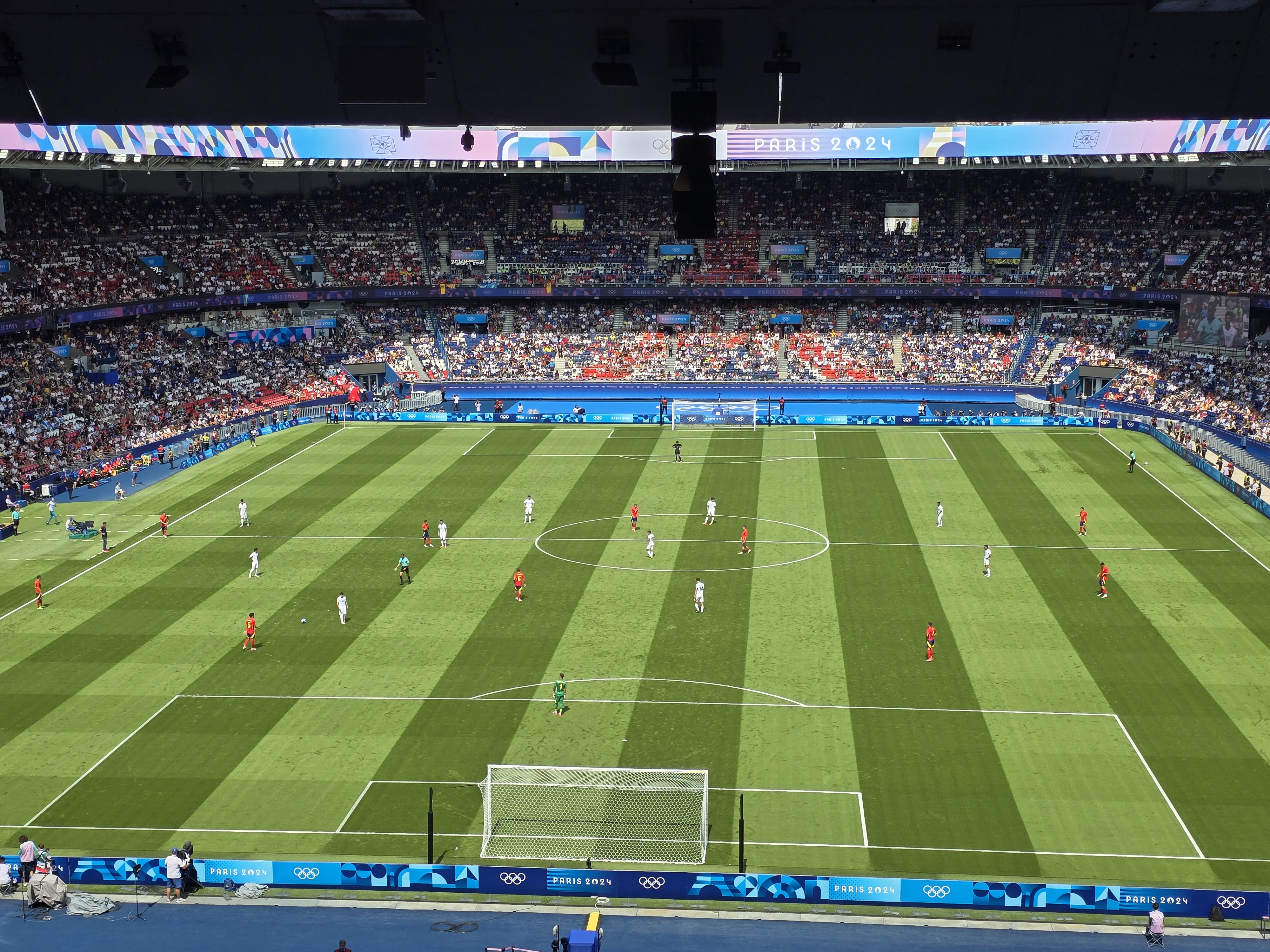
Uzbequistão–Espanha em Paris

| Pos | Equipe               | Pts | J | V | E | D | GP | GC | SG | Classificado     |
| --- | -------------------- | --- | - | - | - | - | -- | -- | -- | ---------------- |
| 1   | Egito                | 7   | 3 | 2 | 1 | 0 | 3  | 1  | +2 | Quartas de final |
| 2   | Espanha              | 6   | 3 | 2 | 0 | 1 | 6  | 4  | +2 | Quartas de final |
| 3   | República Dominicana | 2   | 3 | 0 | 2 | 1 | 2  | 4  | −2 |                  |
| 4   | Uzbequistão          | 1   | 3 | 0 | 1 | 2 | 2  | 4  | −2 |                  |

| 24 de julho | Uzbequistão             | 1 – 2     | Espanha                | Parc des Princes, Paris                   |
| 15:00       | Shomurodov 45+3' (pen.) | Relatório | Pubill 28' · Gómez 62' | Público: 46 500 Árbitro: MTN Dahane Beida |

| 24 de julho | Egito | 0 – 0     | República Dominicana | Stade de la Beaujoire, Nantes                  |
| 17:00       |       | Relatório |                      | Público: 13 945 Árbitro: JPN Yoshimi Yamashita |

| 27 de julho | República Dominicana | 1 – 3     | Espanha                                  | Stade de Bordeaux, Bordeaux                |
| 15:00       | Montes de Oca 38'    | Relatório | F. López 24' · Baena 55' · Gutiérrez 70' | Público: 16 099 Árbitro: UAE Adel Al-Naqbi |

| 27 de julho | Uzbequistão | 0 – 1     | Egito    | Stade de la Beaujoire, Nantes                           |
| 17:00       |             | Relatório | Koka 11' | Público: 20 658 Árbitro: NZL Campbell-Kirk Kawana-Waugh |

| 30 de julho | Espanha       | 1 – 2     | Egito         | Stade de Bordeaux, Bordeaux               |
| 15:00       | Omorodion 90' | Relatório | Adel 40', 62' | Público: 12 180 Árbitro: CAN Drew Fischer |

| 30 de julho | República Dominicana | 1 – 1     | Uzbequistão | Parc des Princes, Paris                         |
| 15:00       | Núñez 51' (pen.)     | Relatório | Odilov 58'  | Público: 30 475 Árbitro: SUD Mahmood Ali Ismail |

### Grupo D

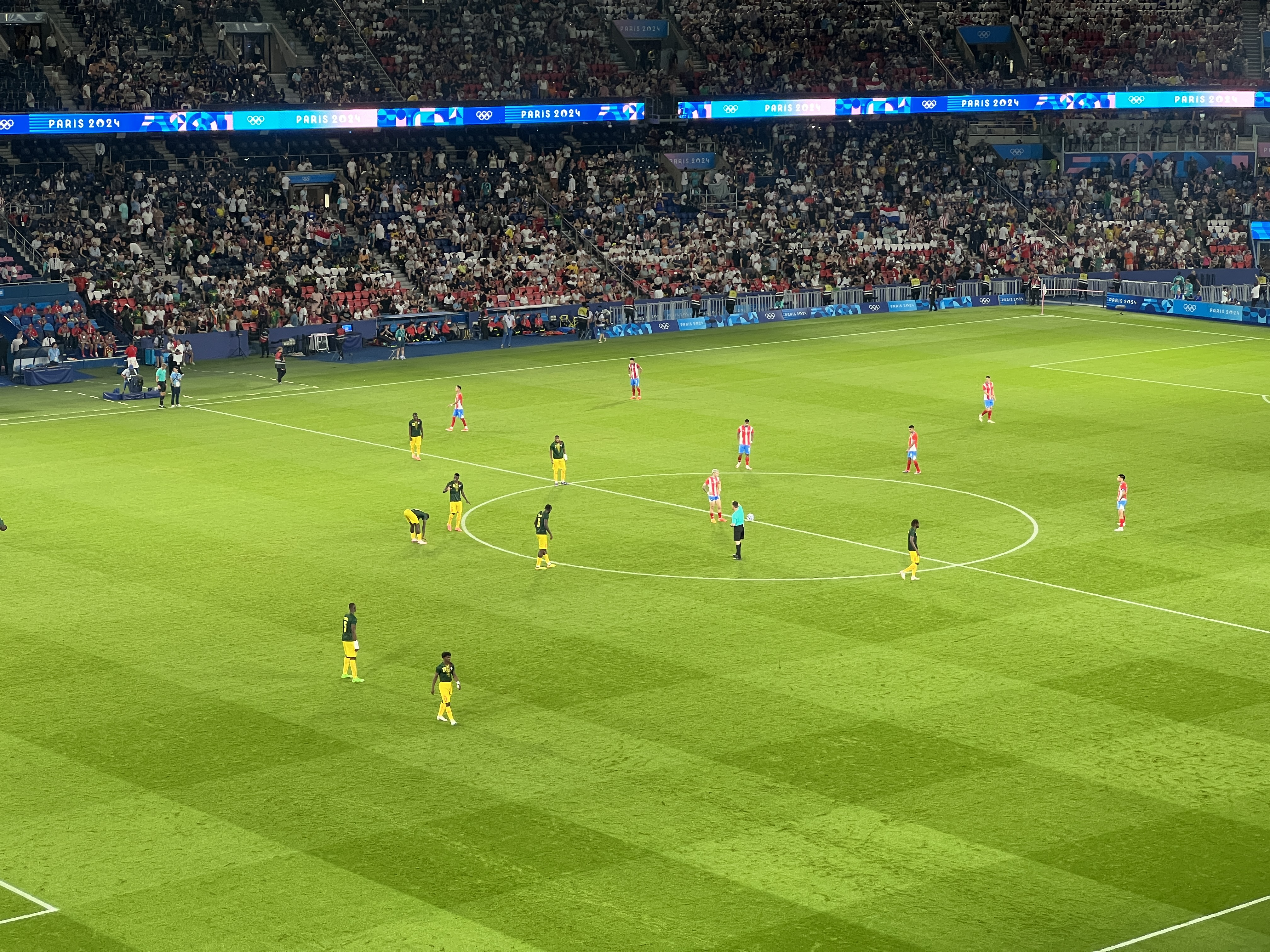
Paraguai–Mali em Paris

| Pos | Equipe   | Pts | J | V | E | D | GP | GC | SG | Classificado     |
| --- | -------- | --- | - | - | - | - | -- | -- | -- | ---------------- |
| 1   | Japão    | 9   | 3 | 3 | 0 | 0 | 7  | 0  | +7 | Quartas de final |
| 2   | Paraguai | 6   | 3 | 2 | 0 | 1 | 5  | 7  | −2 | Quartas de final |
| 3   | Mali     | 1   | 3 | 0 | 1 | 2 | 1  | 3  | −2 |                  |
| 4   | Israel   | 1   | 3 | 0 | 1 | 2 | 3  | 6  | −3 |                  |

| 24 de julho | Japão                                         | 5 – 0     | Paraguai | Stade de Bordeaux, Bordeaux                    |
| 19:00       | Mito 18', 63' · Yamamoto 69' · Fujio 81', 87' | Relatório |          | Público: 14 000 Árbitro: FRA François Letexier |

| 24 de julho | Mali        | 1 – 1     | Israel               | Parc des Princes, Paris                                 |
| 21:00       | Doumbia 63' | Relatório | H. Diallo 56' (g.c.) | Público: 26 305 Árbitro: NZL Campbell-Kirk Kawana-Waugh |

| 27 de julho | Israel                     | 2 – 4     | Paraguai                                              | Parc des Princes, Paris                   |
| 19:00       | Gandelman 53' · Gloukh 80' | Relatório | M. Fernández 25', 90+6' · Enciso 69' · Balbuena 90+3' | Público: 28 887 Árbitro: CAN Drew Fischer |

| 27 de julho | Japão        | 1 – 0     | Mali | Stade de Bordeaux, Bordeaux             |
| 21:00       | Yamamoto 82' | Relatório |      | Público: 9 893 Árbitro: BRA Edina Alves |

| 30 de julho | Paraguai        | 1 – 0     | Mali | Parc des Princes, Paris                      |
| 21:00       | M. Fernández 5' | Relatório |      | Público: 35 736 Árbitro: UZB Ilgiz Tantashev |

| 30 de julho | Israel | 0 – 1     | Japão        | Stade de la Beaujoire, Nantes              |
| 21:00       |        | Relatório | Hosoya 90+1' | Público: 11 671 Árbitro: HON Saíd Martínez |

## Fase final

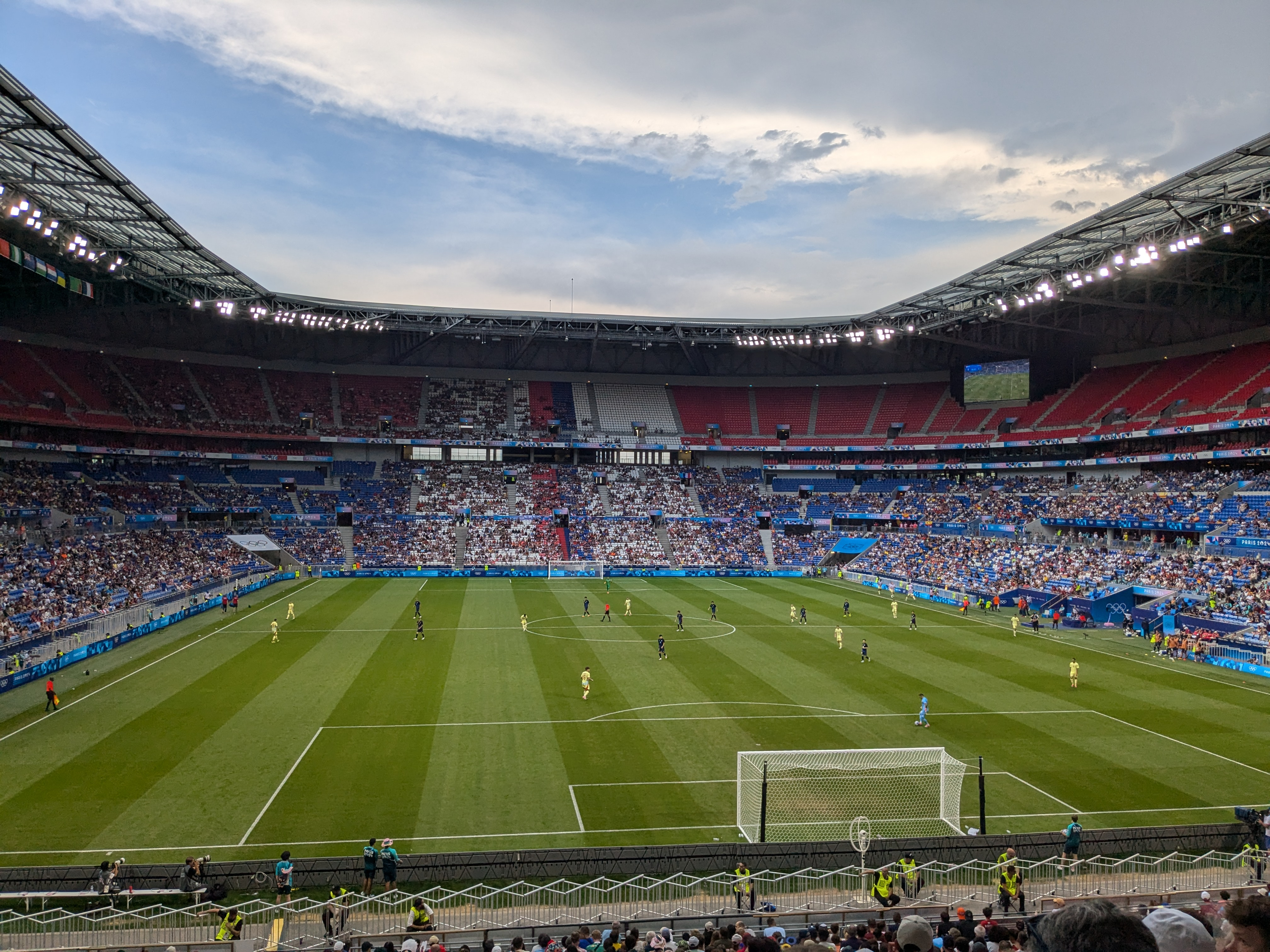
Japão–Espanha durante as quartas de final no Stade de Lyon

|  | Quartas de final               | Quartas de final       |                                |          | Semifinal           | Semifinal           |  |  | Final                | Final |
|  |                                |                        |                                |          |                     |                     |  |  |                      |       |
|  | 2 de agosto – Bordeaux         |                        |                                |          |                     |                     |  |  |                      |       |
|  |                                |                        |                                |          |                     |                     |  |  |                      |       |
|  | França                         | 1                      |                                |          |                     |                     |  |  |                      |       |
|  | França                         | 1                      | 5 de agosto – Décines-Charpieu |          |                     |                     |  |  |                      |       |
|  | Argentina                      | 0                      |                                |          |                     |                     |  |  |                      |       |
|  | Argentina                      | 0                      | França (pro)                   | 3        |                     |                     |  |  |                      |       |
|  | 2 de agosto – Marselha         |                        | França (pro)                   | 3        |                     |                     |  |  |                      |       |
|  |                                | Egito                  | 1                              |          |                     |                     |  |  |                      |       |
|  | Egito (p)                      | Egito                  | 1                              | 1 (5)    |                     |                     |  |  |                      |       |
|  | Egito (p)                      |                        | 9 de agosto – Paris            | 1 (5)    |                     |                     |  |  |                      |       |
|  | Paraguai                       | 1 (4)                  |                                |          |                     |                     |  |  |                      |       |
|  | Paraguai                       | 1 (4)                  | França                         | 3        |                     |                     |  |  |                      |       |
|  | 2 de agosto – Paris            |                        | França                         | 3        |                     |                     |  |  |                      |       |
|  |                                | Espanha (pro)          | 5                              |          |                     |                     |  |  |                      |       |
|  | Marrocos                       | Espanha (pro)          | 5                              | 4        |                     |                     |  |  |                      |       |
|  | Marrocos                       | 5 de agosto – Marselha |                                | 4        |                     |                     |  |  |                      |       |
|  | Estados Unidos                 | 0                      |                                |          |                     |                     |  |  |                      |       |
|  | Estados Unidos                 | 0                      | Marrocos                       | 1        | Disputa pelo bronze | Disputa pelo bronze |  |  |                      |       |
|  | 2 de agosto – Décines-Charpieu |                        | Marrocos                       | 1        | Disputa pelo bronze | Disputa pelo bronze |  |  |                      |       |
|  |                                | Espanha                | 2                              |          |                     |                     |  |  |                      |       |
|  | Japão                          | Espanha                | 2                              | 0        | Egito               | 0                   |  |  |                      |       |
|  | Japão                          |                        |                                | 0        | Egito               | 0                   |  |  |                      |       |
|  | Espanha                        | 3                      |                                | Marrocos | 6                   |                     |  |  |                      |       |
|  | Espanha                        | 3                      |                                |          | 6                   |                     |  |  |                      |       |
|  |                                |                        |                                |          |                     |                     |  |  | 8 de agosto – Nantes |       |
|  |                                |                        |                                |          |                     |                     |  |  |                      |       |

### Quartas de final
| 2 de agosto | Marrocos                                                              | 4 – 0     | Estados Unidos | Parc des Princes, Paris                  |
| 15:00       | Rahimi 29' (pen.) · Akhomach 63' · Hakimi 70' · Maouhoub 90+1' (pen.) | Relatório |                | Público: 42 868 Árbitro: ARG Yael Falcón |

| 2 de agosto | Japão | 0 – 3     | Espanha                      | Stade de Lyon, Décines-Charpieu           |
| 17:00       |       | Relatório | F. López 11', 73' · Ruiz 86' | Público: 19 111 Árbitro: MRT Dahane Beida |

| 2 de agosto | Egito    | 1 – 1 (pro) | Paraguai     | Stade de Marseille, Marselha              |
| 19:00       | Adel 88' | Relatório   | D. Gómez 71' | Público: 23 753 Árbitro: SWE Glenn Nyberg |

|                                       |       | Penalidades                            |  |
| Koka Elneny El Debes Abdelmaguid Adel | 5 – 4 | D. Gómez Pérez Viera M. Gómez Balbuena |  |

| 2 de agosto | França    | 1 – 0     | Argentina | Stade de Bordeaux, Bordeaux                  |
| 21:00       | Mateta 5' | Relatório |           | Público: 37 153 Árbitro: UZB Ilgiz Tantashev |

### Semifinais
| 5 de agosto | Marrocos          | 1 – 2     | Espanha                    | Stade de Marseille, Marselha                 |
| 18:00       | Rahimi 37' (pen.) | Relatório | F. López 65' · Sánchez 86' | Público: 59 882 Árbitro: UZB Ilgiz Tantashev |

| 5 de agosto | França                       | 3 – 1     | Egito     | Stade de Lyon, Décines-Charpieu            |
| 21:00       | Mateta 83', 99' · Olise 108' | Relatório | Saber 62' | Público: 47 530 Árbitro: HON Saíd Martínez |

### Disputa pelo bronze
| 8 de agosto | Egito | 0 – 6     | Marrocos                                                                     | Stade de la Beaujoire, Nantes            |
| 17:00       |       | Relatório | Ezzalzouli 23' · Rahimi 26', 64' · El Khannous 51' · Nakach 73' · Hakimi 87' | Público: 27 391 Árbitro: NOR Espen Eskås |

### Final
| 9 de agosto | França                                           | 3 – 5 (pro) | Espanha                                              | Parc des Princes, Paris                   |
| 18:00       | Millot 11' · Akliouche 79' · Mateta 90+3' (pen.) | Relatório   | F. López 18', 25' · Baena 28' · Camello 100', 120+1' | Público: 44 260 Árbitro: BRA Ramon Abatti |

## Artilharia
8 gols (1)
- MAR Soufiane Rahimi

6 gols (1)
- ESP Fermín López

5 gols (1)
- FRA Jean-Philippe Mateta

3 gols (2)
- EGY Ibrahim Adel
- PAR Marcelo Fernández

2 gols (12)
- ARG Thiago Almada
- ESP Álex Baena
- ESP Sergio Camello
- FRA Michael Olise
- IRQ Aymen Hussein
- JPN Rihito Yamamoto
- JPN Shōta Fujio
- JPN Shunsuke Mito
- MAR Abde Ezzalzouli
- MAR Achraf Hakimi
- USA Djordje Mihailovic
- USA Kevin Paredes

1 gols (46)
- ARG Claudio Echeverri
- ARG Ezequiel Fernández
- ARG Giuliano Simeone
- ARG Luciano Gondou
- DOM Ángel Montes de Oca
- DOM Rafael Núñez
- EGY Ahmed Nabil Koka
- EGY Mahmoud Saber
- ESP Abel Ruiz
- ESP Juanlu Sánchez
- ESP Marc Pubill
- ESP Miguel Gutiérrez
- ESP Samu Omorodion
- ESP Sergio Gómez
- FRA Alexandre Lacazette
- FRA Arnaud Kalimuendo
- FRA Désiré Doué
- FRA Enzo Millot
- FRA Kiliann Sildillia
- FRA Loïc Badé
- FRA Maghnes Akliouche
- GUI Amadou Diawara
- IRQ Ali Jasim
- ISR Omri Gandelman
- ISR Oscar Gloukh
- JPN Mao Hosoya
- MAR Akram Nakach
- MAR Amir Richardson
- MAR Bilal El Khannous
- MAR El Mehdi Maouhoub
- MAR Ilias Akhomach
- MLI Cheickna Doumbia
- NZL Ben Waine
- NZL Jesse Randall
- NZL Matthew Garbett
- PAR Diego Gómez
- PAR Fabián Balbuena
- PAR Julio Enciso
- UKR Dmytro Kryskiv
- UKR Ihor Krasnopir
- UKR Valentyn Rubchynskyi
- USA Gianluca Busio
- USA Paxten Aaronson
- USA Walker Zimmerman
- UZB Alisher Odilov
- UZB Eldor Shomurodov

Gols contra (1)
- MLI Hamidou Diallo (para Israel)

## Classificação final
| Pos.              | Seleção              | Pts | J | V | E | D | GP | GC | SG  |
| ----------------- | -------------------- | --- | - | - | - | - | -- | -- | --- |
| Medalha de ouro   | Espanha              | 15  | 6 | 5 | 0 | 1 | 16 | 8  | +8  |
| Medalha de prata  | França               | 15  | 6 | 5 | 0 | 1 | 14 | 6  | +6  |
| Medalha de bronze | Marrocos             | 12  | 6 | 4 | 0 | 2 | 17 | 5  | +12 |
| 4                 | Egito                | 8   | 6 | 2 | 2 | 2 | 5  | 11 | –6  |
| 5                 | Japão                | 9   | 4 | 3 | 0 | 1 | 7  | 3  | +4  |
| 6                 | Paraguai             | 7   | 4 | 2 | 1 | 1 | 6  | 8  | –2  |
| 7                 | Argentina            | 6   | 4 | 2 | 0 | 2 | 6  | 4  | +2  |
| 8                 | Estados Unidos       | 6   | 4 | 2 | 0 | 2 | 7  | 8  | –1  |
| 9                 | Ucrânia              | 3   | 3 | 1 | 0 | 2 | 3  | 5  | –2  |
| 10                | Iraque               | 3   | 3 | 1 | 0 | 2 | 3  | 7  | –4  |
| 11                | Nova Zelândia        | 3   | 3 | 1 | 0 | 2 | 3  | 8  | –5  |
| 12                | República Dominicana | 2   | 3 | 0 | 2 | 1 | 2  | 4  | –2  |
| 13                | Uzbequistão          | 1   | 3 | 0 | 1 | 2 | 2  | 4  | –2  |
| 14                | Mali                 | 1   | 3 | 0 | 1 | 2 | 1  | 3  | –2  |
| 15                | Israel               | 1   | 3 | 0 | 1 | 2 | 3  | 6  | –3  |
| 16                | Guiné                | 0   | 3 | 0 | 0 | 3 | 1  | 6  | –5  |